# Јака Клобучар
Јака Клобучар (Ново Место, 19. август 1987) словеначки је кошаркаш. Игра на позицији бека.

## Клупска каријера
Јака Клобучар је почео да се бави кошарком у Крки. Из Крке je 2005. године прешао у Слован. После три године проведене у Словану прелази у љубљанску Олимпију. Са Олимпијом је освојио једно првенство Словеније (2009), два купа (2009 и 2010) и један суперкуп (2010).
Клобучар је у јулу 2010. године потписао трогодишњи уговор са Партизаном. Међутим, већ у марту 2011. је раскинуо уговор са црно-белима и вратио се у Олимпију, где је играо до краја сезоне. Ипак, због неисплаћених зарада остао је у спору са Партизаном, па је цео случај завршио на арбитражи у БАТ, која је пресудила у његову корист.
Након Олимпије је потписао са Крком, али је после само пар мечева отишао у италијанског друголигаша Остуни, где је играо до краја сезоне 2011/12. Од 2012. до 2014. године је поново наступао за Крку. Сезону 2014/15. провео је у немачком Ратиофарм Улму. Од 2015. до 2018. године је играо за Истанбул ББ. У сезони 2018/19. је био играч Галатасараја.

## Репрезентација
Са младом репрезентацијом Словеније 2006. године је освојио треће место на првенству Европе.
Био је члан сениорске репрезентације Словеније. Са њима је наступао на два Светска првенства — 2010. и 2014. године и на три Европска првенства — 2007, 2009. и 2015. године.

## Успеси

### Клупски
- Олимпија Љубљана:
  - Првенство Словеније (1): 2008/09,
  - Куп Словеније (2): 2009, 2010.
  - Суперкуп Словеније (1): 2009.

- Партизан:
  - Куп Србије (1): 2011.

- Крка:
  - Првенство Словеније (2): 2012/13, 2013/14.
  - Куп Словеније (1): 2014.

- Цедевита Олимпија:
  - Првенство Словеније (1): 2023/24.
  - Куп Словеније (1): 2024.
  - Суперкуп Словеније (1): 2023.

### Репрезентативни
- Европско првенство до 20 година:  2006.

### Појединачни
- Најкориснији играч финала Првенства Словеније (1): 2013/14.